# Bushat
Bushat [ˌbuˈʃaˑt] (albanisch auch Bushati [ˌbuˈʃaˑˌti]) ist ein Dorf im Qark Shkodra im Norden Albaniens. Zusammen mit umliegenden Dörfern bildet sie eine Njësia administrative (Verwaltungseinheit) in der Gemeinde (bashkia) Vau-Deja.

## Geographie
Bushat liegt in der Region Zadrima, einer fruchtbaren Ebene zwischen Adria, Skutarisee und Mirdita, welche vom Alten Drin durchflossen wird. Bushat bildet dabei das Zentrum der Zadrima. Gleich östlich des Dorfes bahnt sich der Alte Drin zwischen zwei Hügeln einen Weg. Das Dorf liegt am östlichen Fuß der Zefjana (249 m ü. A.), des höheren dieser beiden Hügel.
Die Njësia administrative Bushat umfasst die 14 Dörfer Ashta, Barbullush, Bushat, Fshat i Ri, Hotnej, Konaj, Kosmaç, Kukël, Mali i Jushit, Melgusha, Plezha, Rranxa, Shkjeza und Stajka. Nachbargemeinden waren im Norden Bërdica und Gur i Zi, im Osten Vau-Deja und Hajmel, im Süden Dajç (Lezha) und Balldren i Ri und im Westen Velipoja und Dajç (Shkodra).
Die Fläche beträgt 92,7 Quadratkilometer.
Die nächsten Städte sind Shkodra im Norden und Lezha im Süden. Bis ins Jahr 2015 war Bushat eine eigenständige Gemeinde (komuna).

## Bevölkerung
Die Njësia administraitve Bushat hat eine Einwohnerzahl von 9708 Einwohnern (Volkszählung 2023). 16 % der Bevölkerung sind jünger als 14 Jahre alt (2011: 20 %), 62 % sind zwischen 15 und 64 Jahre alt (2011: 65 %) und 22 %  sind älter als 65 Jahre (2011: 14 %). Der Anteil der Frauen an der Bevölkerung ist leicht höher als derjenige der Männer. Gemäß Volkszählung 2011 lebten in einem Haushalt durchschnittlich vier Personen.
2011 waren es noch 14.149 Einwohner gewesen. Bushat hat somit in zwölf Jahren über 30 % der Bevölkerung verloren.

## Geschichte
In der Nähe wurden 2018 Überreste des illyrischen Ortes Bassania wiederentdeckt.
Aus Bushat stammte das geschichtsträchtige Familiengeschlecht der Bushati. Zwischen 1757 und 1831 regierten einige Mitglieder dieser Familie das halb-autonome Paschalik von Shkodra, welches auf seinem Höhepunkt große Teile Albaniens, Kosovos, des Westens von Nordmazedonien und des Südens von Montenegro umfasste.

## Wirtschaft
Der Großteil der Erwerbstätigen ist im Primärsektor beschäftigt. So waren 2008 von 5632 Unternehmen 5450 in der Landwirtschaft und Viehzucht tätig, die Mehrheit davon Betriebe von Privatpersonen. Ein kleiner Teil ist zudem im Handel beschäftigt.

## Verkehr
Bushat liegt auf etwa halbem Wege von Lezha nach Shkodra und war früher vor allem für seine Herbergen für Händler und Karawanen bekannt, die hier oft rasteten. Die neue Schnellstraße SH1, die Shkodra mit der Hauptstadt Tirana verbindet, umgeht das Dorf östlich. Die SH29, die alte Hauptstraße, durchquert das Dorf und verbindet die Dörfer im Westen der Zadrima miteinander. Etwas nördlich von Bushat beginnt die SH5, die von Shkodra über Puka und Kukës nach Kosovo führt und früher die wichtigste Verbindung Albaniens mit dem Kosovo war.

## Infrastruktur
Bushat verfügte 2012 über ein Krankenhaus, neun Gesundheitszentren, zehn Kindergärten, acht Grundschulen und zwei Mittelschulen.